# 臨涇公主
临泾公主（?—?），中国南北朝北魏公主。
兴光初年，司马弥陀被选中迎娶临泾公主，司马弥陀的岳父窦瑾教司马弥陀以托词之言，其中有诽谤和咒诅的内容，司马弥陀与窦瑾因此被定以用祝告鬼神使加祸于别人的罪名处死。